# Sora (公司)
Sora有限公司（Sora Co. Ltd.）是日本一家电子游戏开发商，由原HAL研究所雇员樱井政博於2005年建立。
樱井是公司成立以來唯一的員工，並獨自與其他公司簽訂契約。即使只有樱井一個人，它也被視為是一人公司。

## 歷史
樱井自2003年8月5日離開HAL研究所後，以自由職業身份參與的第一个项目是和Q Entertainment合作设计的《陨石方块》，同時參與寫作活動。
2005年，當曾同在HAL研究所工作的老友兼上司，時任任天堂社長的岩田聪聘请樱井设计《任天堂明星大乱斗X》時，Sora公司作为自由设计师樱井和其他公司的纽带而於8月15日建立並再次以遊戲總監的身份展開《大乱斗X》開發。公司也支援开发其他工作室，如剛完成開發，其後被GungHo收購成為旗下子公司的Game Arts、后来成为任天堂旗下子公司的Monolith Soft和之後與萬代南夢宮工作室合作开发的續作《任天堂明星大亂鬥3DS/Wii U》和《任天堂明星大亂鬥 特別版》。
2025年，櫻井離開HAL研究所後睽違22年，首次合作參與星之卡比系列開發，並在《卡比的馭天飛行者》擔任遊戲總監一職。

## Project Sora
2009年2月18日，在《任天堂明星大乱斗X》成功后，任天堂宣布建立子公司Project Sora（株式会社プロジェクトソラ，Project Sora Co., Ltd.），开发一款由樱井监督的新作。开发团队位于东京千代田區富士見。其于1月22日正式建立，资金2亿日元，其中任天堂提供72%，余下的由Sora Ltd.等其他公司提供。樱井担任公司总裁。工作室最初有30名职员（多为任天堂再次聘用的《大乱斗X》开发成员）开始开发，之后开发人员不断新招扩大。Project Sora在2012年3月为任天堂3DS发布了《新·光神话 帕尔提娜之镜》。Project Sora在2012年6月30日关闭，同时在网站挂出声明。

## 开发游戏
| 年份 | 作品                      | 发行商 | 合作开发商                      | 平台             |
| ---- | ------------------------- | ------ | ------------------------------- | ---------------- |
| 2005 | 陨石方块                  | 任天堂 | Q Entertainment（自由職業時期） | 任天堂DS         |
| 2008 | 任天堂明星大乱斗X         | 任天堂 | Game Arts                       | Wii              |
| 2012 | 新·光神话 帕尔提娜之镜    | 任天堂 | Project Sora                    | 任天堂3DS        |
| 2014 | 任天堂明星大亂鬥3DS/Wii U | 任天堂 | 萬代南夢宮工作室                | 任天堂3DS、Wii U |
| 2018 | 任天堂明星大亂鬥 特別版   | 任天堂 | 萬代南夢宮工作室                | 任天堂Switch     |
| 2025 | 卡比的馭天飛行者          | 任天堂 | 萬代南夢宮工作室                | 任天堂Switch 2   |